# Pericapsidă

Structura unui virus HIV: capsida albastră este înconjurată de pericapsida, compusă din fosfolipide (cu gri) și glicoproteine (cu verde și violet)

Pericapsidul sau peplos, cunoscut și ca anvelopă virală sau înveliș, este stratul exterior care acoperă unele tipuri de viruși. Este situat în afara capsidei și este compus dintr-un strat dublu de fosfolipide, intercalate cu numeroase glicoproteine. Pericapsida poate ajuta virușii să evite sistemul imunitar al organismului gazdă.

## Formare
Lipidele pericapsidului sunt derivate direct din celulă, dar proteinele anvelopei (peplomerele) sunt codificate de genomul virusului. În momentul evadării din celulei gazdă, unde virusul se reproduce, virionul se acoperă de lipide din membrana plasmatică a celulei gazdă — sau, alteori, din membranele celulare interne, cum ar fi membrana nucleară, reticulul endoplasmatic și aparatul Golgi.

## Structură și compoziție chimică

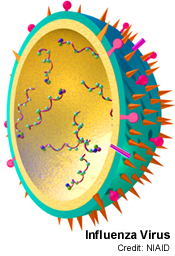
Virusul gripal. Învelișul viral este colorat în verde

Pericapsidul este compus din proteine, lipide și polizaharide. Componenta lipidică este reprezentată de fosfolipide, care constituie porțiunea predominantă a structuri și care sunt organizate în strat dublu, exact ca în membranele celulare a celulei gazdă din care s-a format.
Componenta proteică este formată din glicoproteine care proemină pe suprafața învelișului. Lângă asta, deoarece aceste proteine sunt uneori glicozilate profitând de aparatul de biosinteză al celulei gazdă, anvelopa virală este singura porțiune a virusului care are o porțiune de polizaharidă, reprezentată de carbohidrații glicoproteinelor.
Din cauza componentei proteice, virusurile cu pericapsidă sunt mai sensibile la temperatură decât cele care sunt lipsite. În cele mai multe cazuri, proteinele anvelopei virale sunt denaturate în câteva minute la temperaturi de la 55–60 ℃, cu rezultatul că virusurile nu mai sunt capabile de aderența celulară și de a penetra în celule vii pentru a le infecta.

## Funcție
Pericapsidul are două funcții importante. În primul rând, servește la mascarea antigenelor proteinelor capsidei, care fiind conținute în pericapsidă nu pot fi recunoscute și atacate de apărarea organismului gazdă.
În al doilea rând, anvelopa virală favorizează intrarea virusului în celula de infectat, datorită analogiei cu membranele celulare. Printre glicoproteinele pericapsidei se numără de fapt unele proteine, numite proteine de fuziune, care sunt capabile să se introducă în membrana plasmatică a celulei care urmează să fie infectată și să deschidă un pasaj, suficient ca pericapsida să fuzioneze cu membrana celulei și să elibereze complexul de nucleocapsidic în interiorul celulei gazdă. 

## Lista familiilor de virusuri cu pericapsidă[2]
- Herpesviridae
- Orthomyxoviridae
- Paramyxoviridae
- Rhabdoviridae
- Arenaviridae
- Filoviridae
- Togaviridae
- Coronaviridae
- Retroviridae
- Hepadnaviridae
- Flaviviridae